# Fight for Life
Fight for Life is een computerspel dat werd ontwikkeld en uitgegeven door Atari. Het spel kwam in 1996 uit voor de Atari Jaguar.  

## Karakters
- Kimura, een ninja
- Ian, een soldaat
- Kara, een Amerikaanse moeder
- Pog, een dokwerker
- Mr. G, een professionele bokser
- Muhali, een Arabische vechter
- Jenny, een werelds meisje
- Lun, een Kung Fu master